# 小花南芥
小花南芥（学名：Arabis alpina var. parviflora）为十字花科南芥属下的一个变种。

## 扩展阅读
- 維基物種上的相關：小花南芥